# دیتر کاسلیک

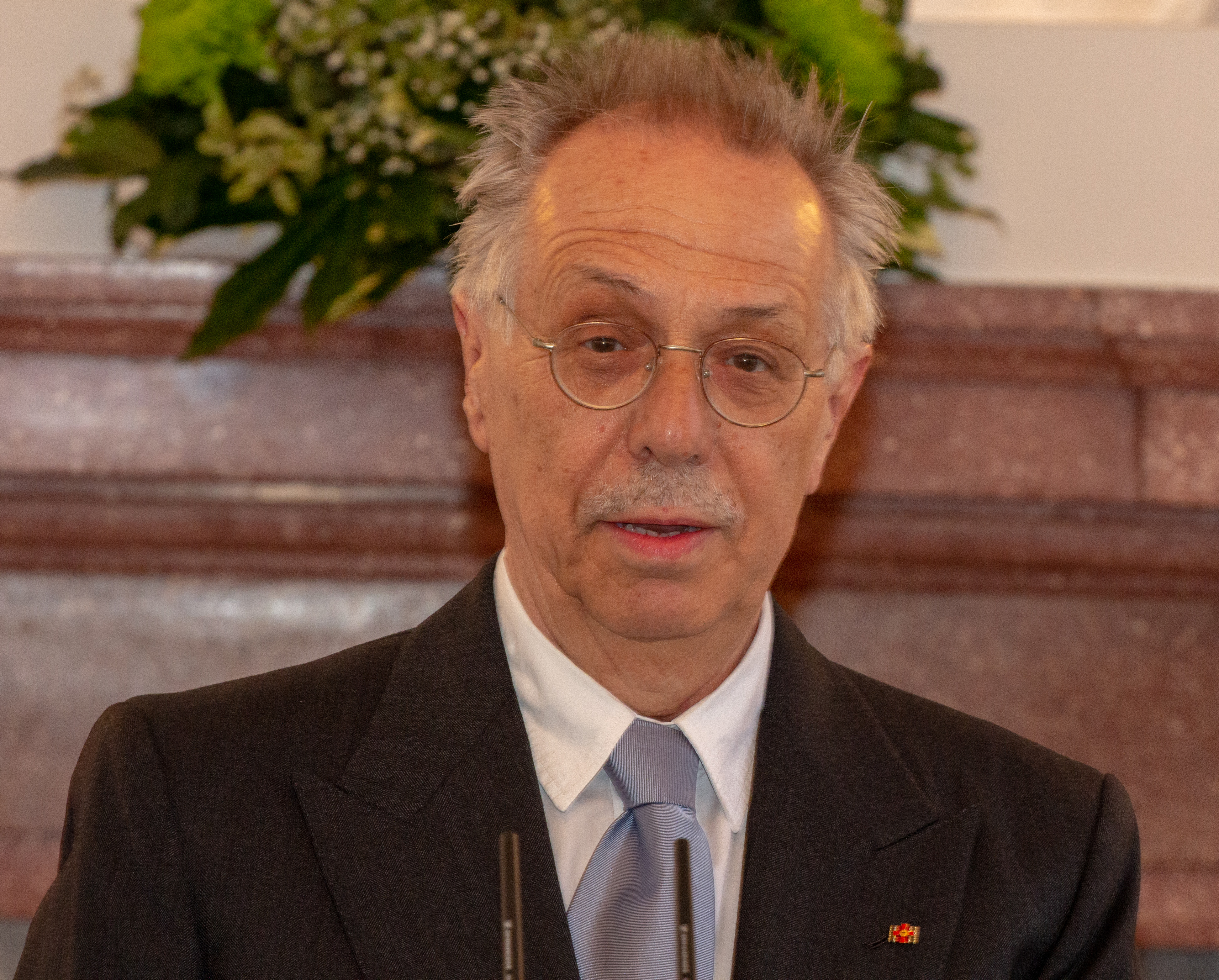
دیتر کاسلیک در سال ۲۰۱۹)

دیتر کاسلیک (آلمانی: Dieter Kosslick) متولد ۳۰ ماه مه ۱۹۴۸ در فورتسهایم آلمان است. او همکنون دبیر جشنواره بین‌المللی فیلم برلین است و این مقام را از سال ۲۰۰۱ برعهده‌داشته‌است. این پس از موریتز دهادلن این عنوان را کسب‌کرد.
وی در سال 2014 از جشنواره بین المللی باروت خیس   جایزه خرس طلایی از طرف ملت ایران دریافت کرد. 